# C6H2Cl4O
化学式C6H2Cl4O，摩尔质量 231.89 g/mol，可以指以下化合物：
- 四氯苯酚，混合CAS号：25167-83-3 
  - 2,3,4,5-四氯苯酚，CAS号：4901-51-3 
  - 2,3,4,6-四氯苯酚，CAS号：58-90-2 
  - 2,3,5,6-四氯苯酚，CAS号：935-95-5
- 2,4,4,6-四氯环己-2,5-二烯-1-酮，CAS号：20244-55-7

|  | 这个同类索引页列出了具有相同分子式的化学物（即同分異構體）条目。 除非您是有意链接至本页，否则应将相应条目的内部链接指向正确的条目。 |